# Рефрейминг
Рефрейминг (англ. frame — рамка) — термин, который широко использует НЛП для описания используемых им процедур переосмысления и перестройки механизмов восприятия, мышления, поведения с целью избавления от неудачных (возможно даже патогенных) психических шаблонов.
Рамка вокруг рисунка является хорошей метафорой, позволяющей понять суть и механизм рефрейминга. В зависимости от того, что именно попадает в рамку, изменяется информация о содержании картины, а следовательно, и восприятие того, что на ней изображено.
Слово «рефрейминг» — отглагольное существительное от глагола «reframe», означающего «вставить в новую рамку (ту же картину)», «вставить в ту же рамку (новую картину)», «заново приспособить», «по-новому формулировать».
Многие метафоры, сказки, анекдоты можно рассматривать как примеры рефрейминга, где события помещают в определенную «рамку».

## Теория
Технология Р. была разработана Ричардом Бендлером и Джоном Гриндером в 80-х гг. XX века в результате их тщательного и систематического наблюдения за работой Милтона Эриксона и других психотерапевтов.
Сторонники НЛП описывают рефрейминг как принцип, что «в любой ситуации есть позитивный ресурс», только его нужно увидеть и постараться использовать. Рефрейминг, по их мнению, это изменение контекста или ценности рассматриваемого явления.

## Виды рефрейминга
Традиционно различают два основных вида рефрейминга: рефрейминг контекста и рефрейминг содержания.
- Рефрейминг контекста: в разных ситуациях одно и то же поведение может оказаться и полезным и вредным. В данном случае, если изменить контекст сообщения, то меняется и подход к содержанию.
- Рефрейминг содержания: состоит в том, чтобы изменить ценность самого сообщения. Например, если человек лжет, значит, у него есть хоть какая-то цель. Рефрейминг содержания направлен в первую очередь на изменение восприятия объекта, что для субъекта проявляется в смещении смысловых акцентов и приводит к возникновению новых ощущений.

## Шестишаговый рефрейминг
Есть в НЛП более формальный вариант рефрейминга, что называется «шестишаговый рефрейминг». Этот процесс состоит из 6 шагов:
1. Сначала определите поведение или реакцию, подлежащую изменению.
2. Установите коммуникацию с частью, ответственной за данное поведение X.
3. Отделите позитивное намерение от поведения. Поблагодарите часть X за сотрудничество.
4. Попросите свою творческую часть выработать новые способы достижения той же самой цели.
5. Спросите часть X, согласна ли она воспользоваться новыми выборами взамен старого поведения в течение следующих нескольких недель.
6. Экологическая проверка. Вам необходимо знать, существуют ли другие части, которые могли бы возражать против ваших новых выборов.

## Инструментарий рефрейминга
С инструментальной точки зрения рефрейминг может быть осуществлен несколькими способами.
1. Рефрейминг по контексту.
2. Показ другой стороны.
3. Рефрейминг при помощи «зато…».
4. Рефрейминг с помощью коннотаций (оценочных составляющих слова).
5. Работа на контрасте при использовании альтернативного вопроса «или…».[1]